# Hermitien
Plusieurs entités mathématiques sont qualifiées d'hermitiennes en référence au mathématicien Charles Hermite.

## Produit scalaire hermitien et espace hermitien
Soit  E un espace vectoriel complexe. On dit qu'une application f définie sur E x E dans ℂ est une forme sesquilinéaire à gauche si quels que soient les vecteurs X, Y, Z  appartenant à E, et a, b des scalaires :
- f est semi-linéaire par rapport à la première variable

{\displaystyle \ f(aX+Y,Z)={\overline {a}}f(X,Z)+f(Y,Z)}, et
- f est linéaire par rapport à la deuxième variable

{\displaystyle \ f(X,bY+Z)=bf(X,Y)+f(X,Z)}.
Une telle forme est dite hermitienne (ou à symétrie hermitienne) si de plus :
{\displaystyle \forall X,Y\in E\quad f(Y,X)={\overline {f(X,Y)}}}
ou, ce qui est équivalent :
{\displaystyle \forall X\in E\quad f(X,X)\in \mathbb {R} .}
Elle est dite hermitienne définie positive si {\displaystyle f(X,X)>0\,} pour tout vecteur {\displaystyle X\,\not =0\,}.
Un produit scalaire hermitien est une forme hermitienne définie positive.
On appelle espace hermitien tout espace vectoriel E complexe de dimension finie muni d'un produit scalaire hermitien.
Les deux exemples de base d'espaces munis de formes hermitiennes sont {\displaystyle \mathbb {C} ^{n}\,}, avec
et {\displaystyle L^{2}(I)\,} pour un intervalle {\displaystyle I\subset \mathbb {R} \,},
avec
(On considère des fonctions à valeurs complexes : en théorie des séries de Fourier, il est plus commode de travailler avec les exponentielles complexes ({\displaystyle e^{2i\pi nx}}) qu'avec les fonctions réelles sinus et cosinus, ce qui explique l'intervention de la notion de forme hermitienne dans la décomposition spectrale de Fourier.)
Les deux propriétés de base d'un produit scalaire réel subsistent :
- l'inégalité de Cauchy-Schwarz ;
- {\displaystyle x\mapsto {\sqrt {f(x,x)}}} est une norme (elle vérifie l'inégalité triangulaire).

## Opérateur hermitien et matrice hermitienne
Un opérateur u d'un espace hermitien E est dit hermitien si :
{\displaystyle \forall (x,y)\in E^{2},\,(u(x)|y)=(x|u(y))}
Les opérateurs hermitiens jouent un rôle important en mécanique quantique, car ils représentent les grandeurs physiques. Les valeurs propres (réelles) représentent les valeurs possibles de la grandeur et les fonctions propres (ou vecteurs) les états associés.
Dans une base orthonormale, notons A la matrice d'un endomorphisme u et notons :
{\displaystyle A^{*}=({\bar {A}})^{\mathsf {T}}}
la matrice transconjuguée (la matrice transposée de la matrice conjuguée, ou matrice adjointe) de A. Il y a équivalence entre :
- u est un opérateur hermitien
- Pour tous vecteurs colonnes {\displaystyle x} et {\displaystyle y} de taille {\displaystyle n}, le nombre {\displaystyle x^{*}A^{*}y} est égal à {\displaystyle x^{*}Ay}.
- Pour tout vecteur colonne {\displaystyle x}, le nombre {\displaystyle x^{*}Ax} est réel (d'après la caractérisation des formes hermitiennes).
- A = A*. On dit dans ce cas que la matrice est hermitienne (ou auto-adjointe).

Les éléments d'une matrice hermitienne (ou auto-adjointe) vérifient donc : {\displaystyle (a_{i,j})=({\overline {a_{j,i}}})}.
Toute matrice hermitienne A est diagonalisable à l'aide d'une matrice de passage unitaire, ses valeurs propres sont réelles et ses sous-espaces propres sont deux à deux orthogonaux. Autrement dit, il existe une matrice unitaire U (dont les colonnes sont les vecteurs propres de A), et une matrice diagonale D (dont les coefficients sont précisément les valeurs propres de A), telles que :
{\displaystyle A=UDU^{*}}
(C'est un cas particulier du théorème de décomposition de Schur.)
Exemple
{\displaystyle A={\begin{pmatrix}3&i&-5i\\-i&-2&5\\5i&5&10\end{pmatrix}}} est une matrice hermitienne :

{\displaystyle {\overline {A}}={\begin{pmatrix}3&-i&5i\\i&-2&5\\-5i&5&10\end{pmatrix}}} et {\displaystyle ({\overline {A}})^{T}={\begin{pmatrix}3&i&-5i\\-i&-2&5\\5i&5&10\end{pmatrix}}=A}
En particulier, une matrice à éléments réels est hermitienne si et seulement si elle est symétrique.

## Constantes d'Hermite
(octobre 2010).
L'empilement d'hypersphères le plus dense, en dimension n, donne des structures se rapprochant des n-simplexes (c'est-à-dire triangle, tétraèdre, etc. mais aussi hexagone ou cuboctaèdre). Ces n-simplexes peuvent être entre autres caractérisés par un n-hypervolume ou des nombres : ainsi, les nombres triangulaires sont de la forme a(a+1)/2, les nombres tétraédriques : a(a+1)(a+2)/6, etc. la limite du rapport "nombre" sur l'hypervolume, pour a tendant vers +∞, élevée à la puissance 2/n, donne les constantes d'Hermite. Cette définition n'est cependant pas rigoureuse.